# Eleanor Matsuura
Eleanor Matsuura White (Tokyo, 16 luglio 1983) è un'attrice e doppiatrice giapponese naturalizzata britannica.
Nota per aver interpretato dal 2018 al 2022 il ruolo di Yumiko Okumura nella serie post-apocalittica The Walking Dead.

## Biografia
È nata a Tokyo e cresciuta nell'Hertfordshire, in Inghilterra; nonostante abbia per metà origini nipponiche (da parte del padre) non parla la lingua giapponese. Si è formata alla Central School of Speech and Drama e si è laureata nel 2004, studiando, inoltre, danza moderna e periodica.
La sua carriera è cominciata lavorando sul palco del Royal Court Theatre, dell'Old Vic Theatre, e di numerosi teatri del West End: successivamente diventerà sempre più conosciuta al pubblico per diversi ruoli minori, anche maggiori, in moltissime serie televisive.

## Vita privata
Matsuura ha sposato l'attore canadese Trevor White nel 2014, con il quale risiede a Londra ed ha avuto due figli: nati rispettivamente nel 2018 e nel 2022.

## Filmografia

### Attrice

#### Cinema
- Complicità e sospetti (Breaking and Entering), regia di Anthony Minghella (2006)
- 9/11: The Twin Towers, regia di Richard Dale (2006)
- Magicians, regia di Andrew O'Connor (2007)
- The Grind, regia di Rishi Opel (2012)
- Alan Partridge: Alpha Papa, regia di Declan Lowney (2013)
- Colpo d'amore (The Love Punch), regia di Joel Hopkins (2013)
- Blood Moon, regia di Jeremy Wooding (2014)
- Il bene supremo (Spooks), regia di Bharat Nalluri (2015)
- The Lady in the Van, regia di Nicholas Hytner (2015)
- Burn Burn Burn, regia di Chanya Button (2015)
- L'uomo di 101 anni che non pagò il conto e scomparve (Hundraettåringen som smet från notan och försvann), regia di Felix Herngren e Måns Herngren (2016)
- Lost in London, regia di Woody Harrelson (2017)
- Wonder Woman, regia di Patty Jenkins (2017)
- Tutta un'altra musica (Juliet, Naked), regia di Jesse Peretz (2018)
- L'unico e insuperabile Ivan (The One and Only Ivan), regia di Thea Sharrock (2020)
- Zack Snyder's Justice League, regia di Zack Snyder (2021)
- Ero una popstar (I Used to Be Famous), regia di Eddie Sternberg (2022)

#### Televisione
- I signori della truffa (Hustle) - serie TV, episodio 2x05 (2005)
- Holby City - serie TV, episodio 7x29 (2005)
- Extras - serie TV, episodio 1x01 (2005)
- A Very Social Secretary, regia di Jon Jones - film TV (2005)
- EastEnders - serie TV, 1 episodio (2006)
- Doctors - serie TV, 2 episodi (2006-2008)
- Party Animals - serie TV, episodio 1x01 (2007)
- After You've Gone - serie TV, episodio 1x04 (2007)
- Trial & Retribution - serie TV, 2 episodi (2008)
- Doctor Who - serie tv, episodio 4x04 (2008)
- My Family - serie TV, episodio 8x05 (2008)
- Lead Balloon - serie TV, episodio 3x06 (2008)
- Casualty - serie TV, 2 episodi (2008-2012)
- Hunter - serie TV, 2 episodi (2009)
- The Old Guys - serie TV, episodio 1x03 (2009)
- FM - serie TV, episodio 1x02 (2009)
- Money - serie TV, episodio 1x01 (2010)
- Lunch Monkeys - serie TV, episodio 2x06 (2011)
- Sirens - serie TV, episodio 1x02 (2011)
- Nuove tracce per vecchie volpi (New Tricks) - serie TV, episodio 8x01 (2011)
- The Fades - serie TV, 4 episodi (2011)
- The Royal Bodyguard - serie TV, 2 episodi (2011-2012)
- Hacks, regia di Guy Jenkin - film TV (2012)
- Twenty Twelve - serie TV, episodio 2x06 (2012)
- Vexed - serie TV, episodio 2x01 (2012)
- Utopia - serie TV, 3 episodi (2013)
- Law & Order: UK - serie TV, episodio 7x04 (2013)
- The Smoke - serie TV, episodio 1x03 (2014)
- Silk - serie TV, episodio 3x04 (2014)
- Residue - serie TV, 3 episodi (2015)
- Da Vinci's Demons - serie TV, 6 episodi (2015)
- Cuffs - serie TV, 8 episodi (2015)
- The Comic Strip Presents... - serie TV, 1 episodio (2016)
- A Midsummer Night's Dream, regia di David Kerr - film TV (2016)
- Sherlock - serie TV, episodio 4x01 (2017)
- Into the Badlands - serie TV, 6 episodi (2017-2019)
- Shetland - serie TV, 2 episodi (2018)
- The Walking Dead - serie TV, 30 episodi (2018-2022)
- The Rook - serie TV, 2 episodi (2019)
- Feel Good - serie TV, 2 episodi (2021)
- The Day of the Jackal – serie TV (2024)

#### Cortometraggi
- After the Rain, regia di Gaëlle Denis (2006)
- The Complete Walk: Antony and Cleopatra, regia di Mark Rosenblatt (2016)

### Doppiatrice

#### Videogiochi
- Doctor Who: The Adventure Games - Shadows of the Vashta Nerada (2010)
- Dreamfall Chapters (2014)
- Dirty Bomb (2015)
- Final Fantasy XIV: Heavensward (2015)
- Star Wars: Battlefront (2015)
- Homefront: The Revolution (2016)
- Ghost Recon: Wildlands (2017)
- Mass Effect: Andromeda (2017)
- Final Fantasy XIV: Stormblood (2017)
- Lego Marvel Super Heroes 2 (2017)
- Star Wars: Battlefront II (2017)
- Planet of the Apes: Last Frontier (2017)
- Subnautica (2018)
- World of Warcraft: Battle for Azeroth (2018)
- Tom Clancy's Ghost Recon Breakpoint (2019)
- Elden Ring: Shadow of the Erdtree (2024)

## Doppiatrici italiane
Nelle versioni in italiano delle opere in cui ha recitato, Eleanor Matsuura è stata doppiata da:
- Emanuela D'Amico[7] in Tutta un'altra musica[8], L'unico e insuperabile Ivan
- Eleonora Reti[9] in The Walking Dead[10]
- Stella Gasparri[11] in Il bene supremo[12][13]
- Cristina Poccardi in The Lady in the Van
- Monica Ward[14] in Ero una popstar[15]
- Sabrina Duranti in The Day of the Jackal